# Buchholzia
Buchholzia (лат., возможное русское название: буххольции/бухгольции) — род малощетинковых червей из семейства энхитреид (Enchytraeidae). Род получил название в честь германского зоолога Рейнгольда Бухгольца.

## Описание
Буххольции — почвенные животные, избегающие кислых почв. Наиболее распространённый вид, Buchholzia appendiculata, обитает в лесной подстилке, предпочитая лиственный опад, Buchholzia subterranea — представитель спелеофауны.
От других представителей семейства буххольции отличаются наличием мелких безъядерных клеток, взвешенных в целомической жидкости — лентицитов, а также щетинками сигмоидной формы. Достигают длины 10 мм и более.

## Классификация
Род включает пять видов:
- Buchholzia africana Černosvitov, 1933
- Buchholzia appendiculata (Buchholz, 1863)
- Buchholzia fallax Michaelsen, 1887
- Buchholzia simplex Nielsen & Christensen, 1963
- Buchholzia subterranea (Černosvitov, 1937)